# Babí lom (Drahanská vrchovina)

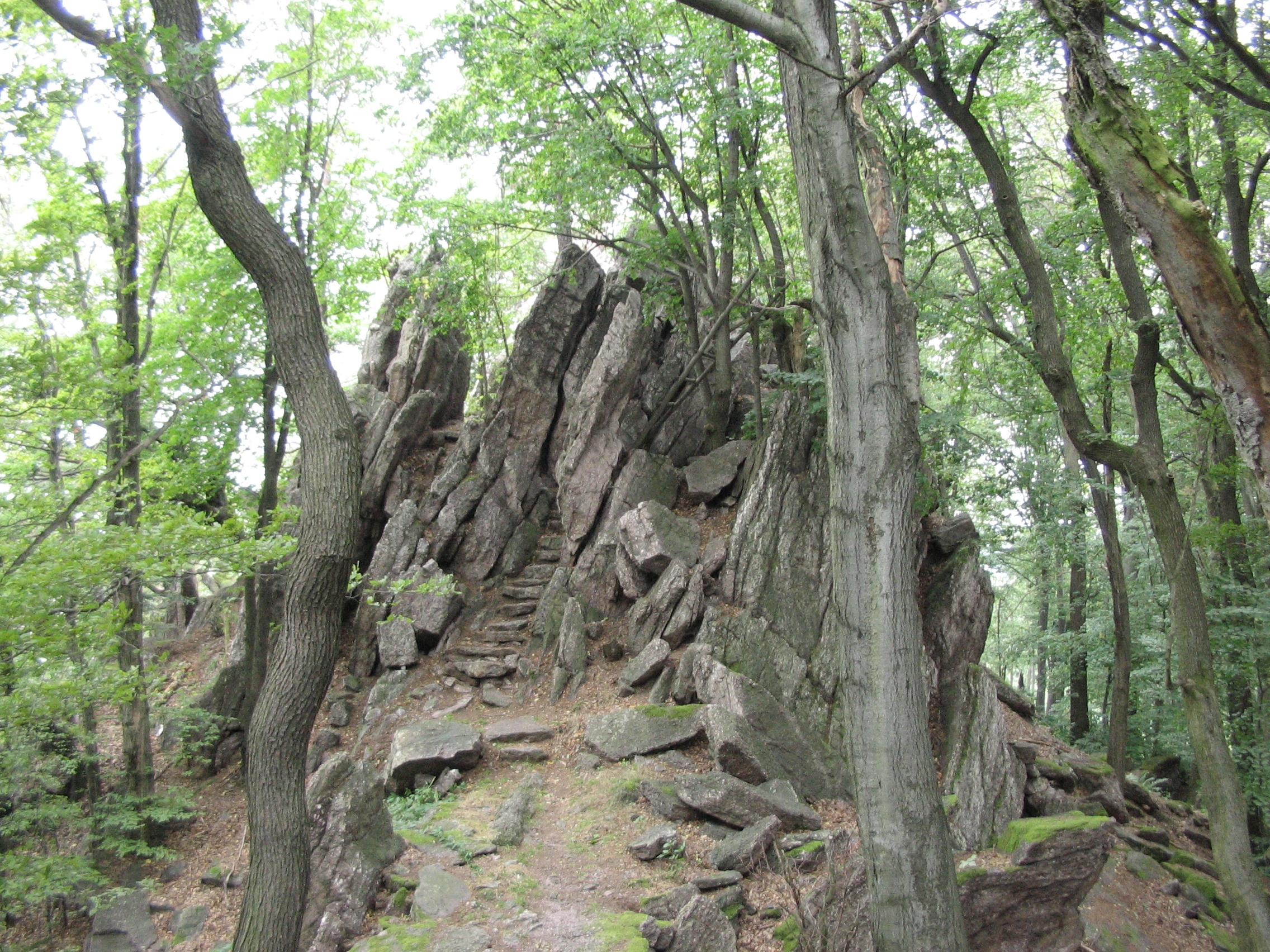
Vrcholová skála (562 m)

Babí lom (562 m n. m.) je vrch v geomorfologickém podcelku Adamovská vrchovina Drahanské vrchoviny, zhruba 13 km severně od centra Brna, na rozhraní katastrů obcí Lelekovice a Svinošice, potažmo okresů Brno-venkov a Blansko. Vrcholovou část představuje hřeben slepencových skalek spodnodevonského stáří, výrazně protáhlý ve směru sever – jih. Na jižním vrcholu (521 m) stojí stejnojmenná rozhledna.
Hřeben je na rozloze 23,1 ha chráněn coby přírodní rezervace Babí lom; na jihovýchodním úbočí masivu se rozkládá PR Holé vrchy.

## Zajímavosti
Babí lom je nejvyšším vrcholem v nejbližším okolí Brna. Nejvyšším vrcholem na území Brna je Kopeček (479 m). Výška jednotlivých skalních věží a dalších skalních tvarů dosahuje až 20 metrů. Na severovýchodním svahu pramení potok Kuřimka.

## Přístup
Na Babí lom vedou tři značené turistické trasy: červená z Lelekovic, která dále pokračuje na Vranov, modrá z Kuřimi, jež dále vede do Šebrova-Kateřiny, a žlutá ze Svinošic. Skály na Babím lomu patří mezi oblíbené horolezecké lokality.